# Faro Esperanza
Faro Esperanza, es un faro de Argentina, que se encuentra ubicado en la caleta Choza de bahía Esperanza en la península Antártica. El área es reclamada por Argentina como parte de la Antártida Argentina, Provincia de Tierra del Fuego, Antártida e Islas del Atlántico Sur.

## Historia
En el año 1952 el faro fue construido sobre una torre metálica de 8 m de alto, la linterna funcionaba a gas de acetileno, teniendo un alcance de 7,6 millas náuticas.
En 1960 hubo que reemplazar la estructura, por otra similar (por los deterioros sufridos debido al riguroso clima).
En el año 1993, se comenzaron las tareas constructivas para reemplazar la estructura metálica de 1960, en esta oportunidad se utilizó para construir la nueva torre, plástico reforzado con fibra de vidrio, su altura es de 6 m y esta  pintada con franjas rojas y negras, el sistema de iluminación es alimentado con pilas secas, la iluminación tiene un alcance de 6,2 millas náuticas. Las nuevas instalaciones del faro Esperanza, fueron puestas en funcionamiento el 2 de enero de 1994.